# Vladeta Milićević
Vladeta Milićević (serbisch-kyrillisch Владета Милићевић; * 1898 in Samaili, Kreis Žičak, Bezirk Čačak; † 1970) war ein jugoslawischer Polizeibeamter und Politiker. Er war ein bedeutender Mitbegründer des Geheimdienstes der königlich-jugoslawischen Exilregierung, einer der Vorläuferorganisationen des heutigen serbischen Geheimdienstes BIA.

## Leben
Milićević wurde 1898 als Sohn des Lehrers Nedeljko und seiner Ehefrau Darinka geboren. In seiner Jugend verließ er die serbische Armee und hielt sich während des Ersten Weltkriegs in Frankreich auf. Später war er zunächst im jugoslawischen Innenministerium tätig. Im September 1923 wurde er als Vertreter Jugoslawiens nach Wien als ständiger Vertreter Jugoslawiens zur Internationalen Kriminalpolizeilichen Kommission (IKPK), einem Vorläufer der Interpol, entsandt.
Nachdem 1929 im Zuge der Ausrufung der Königsdiktatur durch Alexander I. oppositionelle Gruppen ihre Aktivitäten von Jugoslawien ins Exil verlagerten, wurde Milićević von der jugoslawischen Regierung vor allem mit der Beobachtung sämtlicher Aktivitäten der kroatischen Ustascha-Bewegung und der jugoslawischen Kommunisten beauftragt. Dabei soll Milićević der Organisator des Mordes an dem ehemaligen k.u.k. Offizier und damals hochrangigen Ustascha-Funktionär Stjepan Duić Ende September 1934 in Karlsbad gewesen sein. Kurz vor dem von Wlado Tschernosemski verübten tödlichen Attentat auf den jugoslawischen König am 9. Oktober 1934 in der französischen Hafenstadt Marseille warnte Milićević die Regierung vergeblich vor dem erhöhten Gefahrenpotential. Er ermittelte zusammen mit den französischen Behörden gegen die Hintermänner des Attentats.
1935 übernahm Milićević in Belgrad die Leitung einer Abteilung im Innenministerium. Ab 1937 wurde er zur jugoslawischen Gesandtschaft in Italien delegiert und organisierte von dort aus im geheimen Auftrag des jugoslawischen Premierministers Milan Stojadinović zwischen Frühjahr 1937 und 1939 die Repatriierung einer großen Zahl von Ustasche, die sich in der politischen Emigration in Ustascha-Ausbildungslagern in Italien aufgehalten hatten. Darunter auch der bekannte kroatische Schriftsteller und Ustascha-Funktionär Mile Budak mit seiner Familie. Zu Beginn des Krieges gegen Jugoslawien flüchtete Milićević 1941 nach Großbritannien, wo er vom 10. August 1943 bis zum 8. Juli 1944 Innenminister der jugoslawischen Exilregierung in London war. Nachdem die Alliierten Alexanders Sohn Peter II. 1945 zum Thronverzicht gedrängt hatten, verwaltete Milićević bis 1954 die Interessen des ehemaligen jugoslawischen Königshauses.
Später zog sich Milićević aus der Politik zurück und leitete die Abteilung für Öffentlichkeitsarbeit des französischen Heilbades Vichy. 1959 erschien sein Werk Der Königsmord von Marseille, in dem er seine Erkenntnisse zu den Hintergründen der Ermordung Alexanders publizierte und die vielfach behauptete Beteiligung Deutschlands an dem Attentat zu widerlegen versuchte. 1966 kehrte er aus dem politischen Exil in das nunmehr sozialistische Jugoslawien zurück.

## Auszeichnungen (Auswahl)
- Ritter der Ehrenlegion (Frankreich)

## Schrift
- Vladeta Milićević: Der Königsmord von Marseille : Das Verbrechen und seine Hintergründe. Hohwacht-Verlag, Bad Godesberg 1959 (Neuauflage in serbischer Sprache: Ubistvo kralja u Marselju : pozadina jednog zločina. Verlag „Filip Višnjić“, Beograd 2000, ISBN 86-7363-258-7).